# Edward Livingston
Pour les articles homonymes, voir Edward Livingston (homonymie), Famille Livingston et Livingston.
Edward Livingston (Clermont, État de New York, 26 mai 1764 - Rhinebeck, État de New York, 23 mai 1836), juriste et homme d'affaires de New York, est maire de cette ville, puis premier sénateur de la Louisiane, avant de devenir le secrétaire d'État de son ami le président américain Andrew Jackson et ambassadeur des États-Unis en France. Il est le frère de Robert R. Livingston, négociateur pour les États-Unis de l’achat de la Louisiane, vendue par Bonaparte.

## Biographie
Sa famille, originaire d'Écosse, avait formé un clan puissant, dont le chef fut l'un des lords sous la tutelle desquels avait été placée la jeune reine Marie Stuart. Il grandit à Clermont, riche domaine de sa famille sur les rives de l'Hudson. Frère d'un des auteurs de la déclaration d'indépendance, il est l'hôte de La Fayette lorsque les premiers volontaires français parurent sur les bords de l'Hudson et perd un beau-frère dans la guerre d'indépendance.
Avocat de formation, il a trente ans lorsqu'il devient en 1794 l'un de ses représentants l'État de New York au Congrès, où il devient ami avec Andrew Jackson, futur président des États-Unis.
Après l'élection à la présidence des États-Unis d'un autre de ses amis, Thomas Jefferson, il devient procureur général de l'État de New York, ce qui l'amène à bien connaitre le droit maritime et les litiges consécutifs à la guerre d'indépendance. Dans la foulée, il se fait aussi élire maire de New York.
C'est l'époque où la fièvre jaune fondit avec violence sur New York, déclenchant la terreur et la désertion parmi les classes riches. Livingston resta avec ceux qui ne purent pas partir. Mais l'imprudence d'un ami qu'il avait rendu dépositaire de sommes considérables qui appartenaient aux États-Unis le ruinèrent. Il eut besoin de reprendre la profession d'avocat pour refaire sa fortune. Ces sommes furent 28 ans plus tard payées par lui intégralement.
Il était le frère du chancelier Robert R. Livingston, ministre des États-Unis en France, qui avait négocié pour eux à Paris l'acquisition de la Louisiane, que Louis XV avait cédée à l'Espagne par le traité de 1763, mais que le gouvernement espagnol à son tour avait rétrocédée à la France par le traité secret de Saint-Ildefonse, en 1800. Napoléon Bonaparte avait tenu ce traité secret, mais à la paix d'Amiens, il aspira à redonner à la France son ancienne grandeur coloniale. C'est dans ce but qu'il s'était fait restituer les colonies conquises par l'Angleterre, qu'il avait obtenu de l'Espagne la Louisiane, et entrepris l'expédition de Saint-Domingue.
Edward Livingston partit pour La Nouvelle-Orléans vers la fin de 1803, à peu près en même temps que les commissaires américains chargés de prendre possession de cette contrée. Il rédigea la charte d'une banque sur la demande du gouvernement territorial, et participa au travail des jurisconsultes français. Le Parlement nomma Louis Moreau-Lislet, Pierre Augustin Bourguignon d'Herbigny et Edward Livingston pour accomplir une révision du code civil. Ils réunirent en corps d'ouvrage les anciennes lois civiles de la Louisiane.
Il s'installe en 1804 près de La Nouvelle-Orléans et Batture (Ste Hilarie), épouse en secondes noces Louise Moreau de Lassy, fille d'un grand planteur de Saint-Domingue et veuve de Louis Moreau de Lassy, un des officiers réfugiés français de Saint-Domingue en Amérique, après être passé par la Jamaïque. C'est aussi la sœur d'Auguste Davezac de Castera, futur aide de camp de Jackson, puis député démocrate et ambassadeur. Il s'oppose au gouverneur William C. C. Claiborne et défie l'interdiction de la traite négrière décidée par le Congrès avec des réfugiés français de Saint-Domingue en Amérique. 
Il œuvre à la guerre anglo-américaine de 1812, qui éloigne les troupes fédérales, permettant à Andrew Jackson de lever une milice pour combattre les Creeks, puis devenir le héros de la bataille de La Nouvelle-Orléans. Edward Livingston avait alors été chargé de se rendre à la flotte anglaise pour négocier un échange de prisonniers. Andrew Jackson, qui n'avait pas vu son ami depuis quinze ans, le trouva à la tête d'un comité de défense qu'il avait organisé et le nomma aide de camp.
La guerre terminée, Livingston reprend ses études juridiques. Devenu membre de la législature de la Louisiane, il fut chargé par elle, en 1821, de rédiger son Code pénal, qui incluait la suppression de la peine de mort, ce qui lui valut des critiques, et l'emploi du système pénitentiaire.
Élu au Sénat des États-Unis, quand le général Jackson arriva a la présidence, il accepta de lui la charge de secrétaire d'État et l'assista dans sa politique militante contre les banques et les États dissidents. Nommé ministre des États-Unis à Paris pour presser la conclusion du « traité des 25 millions », il se montra peu conciliant vis-à-vis de la France.
L'opinion européenne et notamment française accueillit favorablement les travaux de Livingston dans sa patrie, ce qui lui valut d'être nommé l'un des cinq associés étrangers de l'Académie des Sciences morales et politiques en 1833.

### Articles annexes
- Liste des représentants de Louisiane